# Museo del Holocausto (Buenos Aires)
El Museo del Holocausto de Buenos Aires está destinado a mantener viva la memoria de la Shoá y difundir lo ocurrido durante el genocidio del pueblo judío a la sociedad argentina, recolecta un amplio archivo de documentos y objetos personales donados por aquellos que sufrieron la persecución e inmigraron desde Europa.

## Historia
Las gestiones para la creación del museo comenzaron a mediados de la década de 1990, de cuando la Fundación Memoria del Holocausto recolectó relatos, testimonios, documentos y objetos personales de los sobrevivientes del Holocausto en la Argentina. Luego de recibir del Gobierno Nacional el edificio de la Sub-Usina “Montevideo” de la Compañía Ítalo Argentina de Electricidad, en el barrio de Recoleta, se desarrolló el concurso de proyectos, donde se eligió ganadora la propuesta de Dujovne-Hirsch y Grinberg-Dwek-Sartorio-Iglesias, y la remodelación comenzó en agosto de 1999.
La obra avanzó rápido, a cargo de la constructora Fiwolco S.A., y el nuevo museo pudo inaugurarse el 25 de septiembre de 2000, con una muestra dedicada a Ana Frank, poco después de que en Berlín se abriera el Museo Judío diseñado por Daniel Libeskind.
Hoy, el Museo del Holocausto de Buenos Aires renovó sus instalaciones y exhibición, cuya inauguración fue el 1° de diciembre de 2019. La muestra principal de 1554m2 comparte espacio con instituciones que se dedican a trabajar por la memoria del Holocausto y de los sobrevivientes. Mientras el Museo estuvo en obra, funcionó en la sede temporal de José Hernández 1750 con la exhibición temporal "Reflexiones sobre la Shoá".[actualizar]

## Arquitectura
El edificio de la Sub-Usina “Montevideo” de la Compañía Ítalo Argentina de Electricidad, fue diseñado por el arquitecto italiano Juan Chiogna, contratado por la CIAE para proyectar todas sus dependencias utilizando un muy particular estilo neorrenacentista florentino, trayendo reminiscencias de la arquitectura del norte de Italia, lugar de origen del autor y de la empresa. Tiene cuatro pisos y una torre que suma un nivel más, sobre la fachada hacia la calle Montevideo.
Junto con otras sub-usinas repartidas por toda Buenos Aires y sus alrededores, Chiogna diseñó la Super-Usina Pedro de Mendoza (hoy Usina de las Artes) en La Boca entre 1912 y 1916, extendiendo estos particulares edificios muy llamativos a lo largo de la ciudad que crecía a gran velocidad.
Para cuando la sub-usina fue cedida a la Fundación, se encontraba muy deteriorada y fuera de funcionamiento, luego de la desactivación de la Usina Pedro de Mendoza a fines de la década de 1990. Los arquitectos Dujovne-Hirsch y Grinberg-Dwek-Sartorio-Iglesias realizaron la restauración de las fachadas exterior e interiores, manteniéndolas intactas, y remodelaron los interiores. El viejo edificio posee una circulación principal adoquinada que atraviesa el terreno por el medio y lleva a un patio interior, que separa un edificio sobre el fondo del terreno, que los arquitectos decidieron conectar con una estructura de hierro vidriada, como un pasadizo que permite ver el patio y sus árboles y recibir luz pero no acceder a él.
El museo ocupa el subsuelo, la planta baja y un entrepiso, mientras los pisos superiores del edificio principal son ocupados por las oficinas de la Fundación. El edificio del fondo, posee un solo nivel de gran altura y techo con cerchas metálicas y cubierta de chapa, aprovechado para el museo. Como un rincón particular, el recorrido incluye un lugar de meditación sobre un patio de aire y luz en el cual se agregó un espejo de agua. En total son 2500 m² de superficie cubierta.